# はねまりチャンネル
はねまりチャンネル（HaneMari Channel）は、日本の姉妹インフルエンサー（YouTuber、TikToker）

## 概要
はねまりチャンネルは、2014年8月からYouTube動画投稿を始めた日本の大人気姉妹インフルエンサー。YouTubeチャンネル登録者数600万人超え～！

## 人物
はねちゃん（姉）　
2011年5月生まれ。中学2年生。ダンスとゲームが得意なしっかりもののお姉ちゃん。最近はバスケが好き。もちろん部活はバスケ部になります。
まりちゃん（妹）
2014年1月生まれ。小学生6年生。ダンスや歌や、絵も描くことが得意な妹。おしゃれが大好き。2023年4月からニコ☆プチ読者モデルリーダーズのメンバーとしてモデル活動開始。

## 出演

### テレビ・TVCM
- LEGO Dots テレビCM
- 日テレ「人生が変わる1分間の深イイ話」
- フジテレビ「千鳥のクセがスゴいネタGP」3回出演
- テレ東「おはスタ」生出演
- テレ東卓球塾
- タカラトミー社TVCM出演

### ドラマ・舞台
- TVドラマ「ラブパトリーナ！」18話出演
- 吉本新喜劇「なんばグランド花月」舞台

### モデル活動
- プチ☆コレ ランウェイモデル
- Cuugalファン感謝祭2022ゲスト出演
- （まりちゃん）ニコ☆プチ読者モデルリーダーズ2023～
- 学生ランウェイ2024 S/S
- 関西コレクション2024 A/W

### 公式アンバサダー
- ビバリー社 パチェリエ公式アンバサダー2024

### アパレル＆ファッション
- しまむらコラボ服販売（2回）
- ZIDDYコラボトレーナー販売

### キャラクター
- はねまりアニメ「きらりんヒロイン」配信中(全13話)

### その他
- ファントミ ミニアニメ声優出演
- ファントミラージュ（Girls2）コラボ
- フィッシャーズ「100分間鬼ごっこ」出演
- バービーロールモデルインタビュー
- 映画バービー監督グレタ・ガーウィグにインタビュー

### ゲーム
- アーケード版『太鼓の達人』にて「はねまり体操」配信中

## 作品
オリジナルソング
- おかしのいえをつくろう～！（2019）
- リトルプリンセス（2020）
- ゴーゴーゴー（2020）
- おやおやおやさい（2020）
- バースデーパレード（2021）
- ママありがとう！（2021）
- はねまり体操（2021）
- 素敵なクリスマス（2021）
- あなたがいたから（2022）
- ハッピーハッピーサマー（2022）
- もふもふ♡LOVE（2023）
- ♯推しの子しか勝たん（2023）